# Localizzazione delle Forche Caudine

Mappa delle possibili collocazioni dell'episodio

La localizzazione delle Forche Caudine consiste nell'identificazione del luogo dove avvennero l'accerchiamento, la successiva resa e l'umiliazione dei Romani da parte dei Sanniti, durante la seconda guerra sannitica nel 321 a.C.: un problema della storiografia su Roma antica cui non si è data una risposta unanimemente accettata, anche se viene ampiamente preferita l'ipotesi che colloca l'evento fra i comuni di Arienzo ed Arpaia.
Il primo a scrivere sull'argomento è stato Flavio Biondo nel XV secolo; sono seguiti i pareri di parecchi altri studiosi, in particolare dalla fine del XVII secolo.
Sono svariate le aree fra le città di Caserta e Benevento che vorrebbero fregiarsi di essere il luogo dell'episodio. Per tale motivo, alle opinioni che danno gli storici in proposito si accompagnano discussioni parziali, inasprite dai campanilismi.

## Ipotesi principali

### Arienzo-Forchia-Arpaia

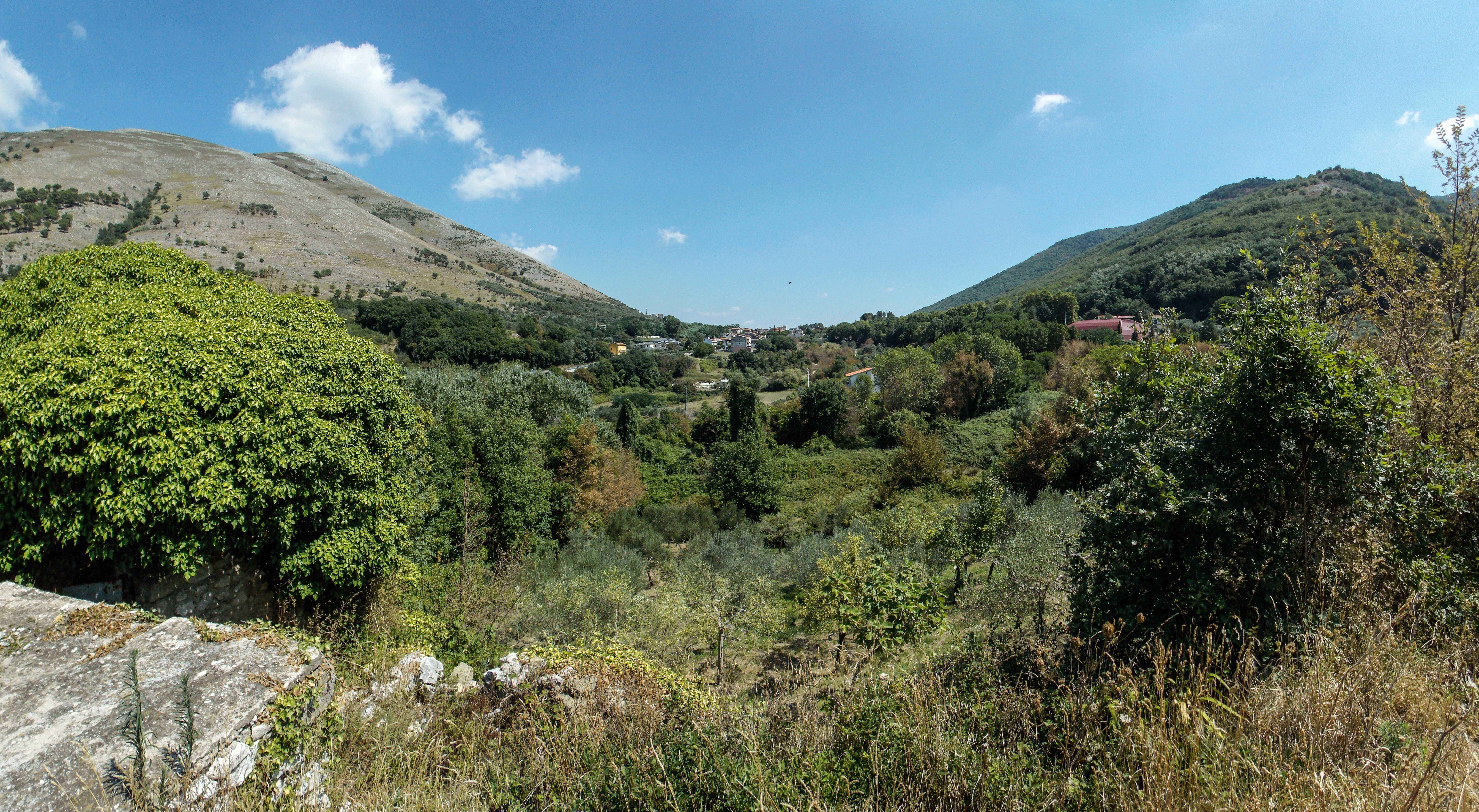
La stretta di Arpaia, vista dai dintorni di Forchia. A destra è Monte Castello, possibile luogo del praesidium sannita.

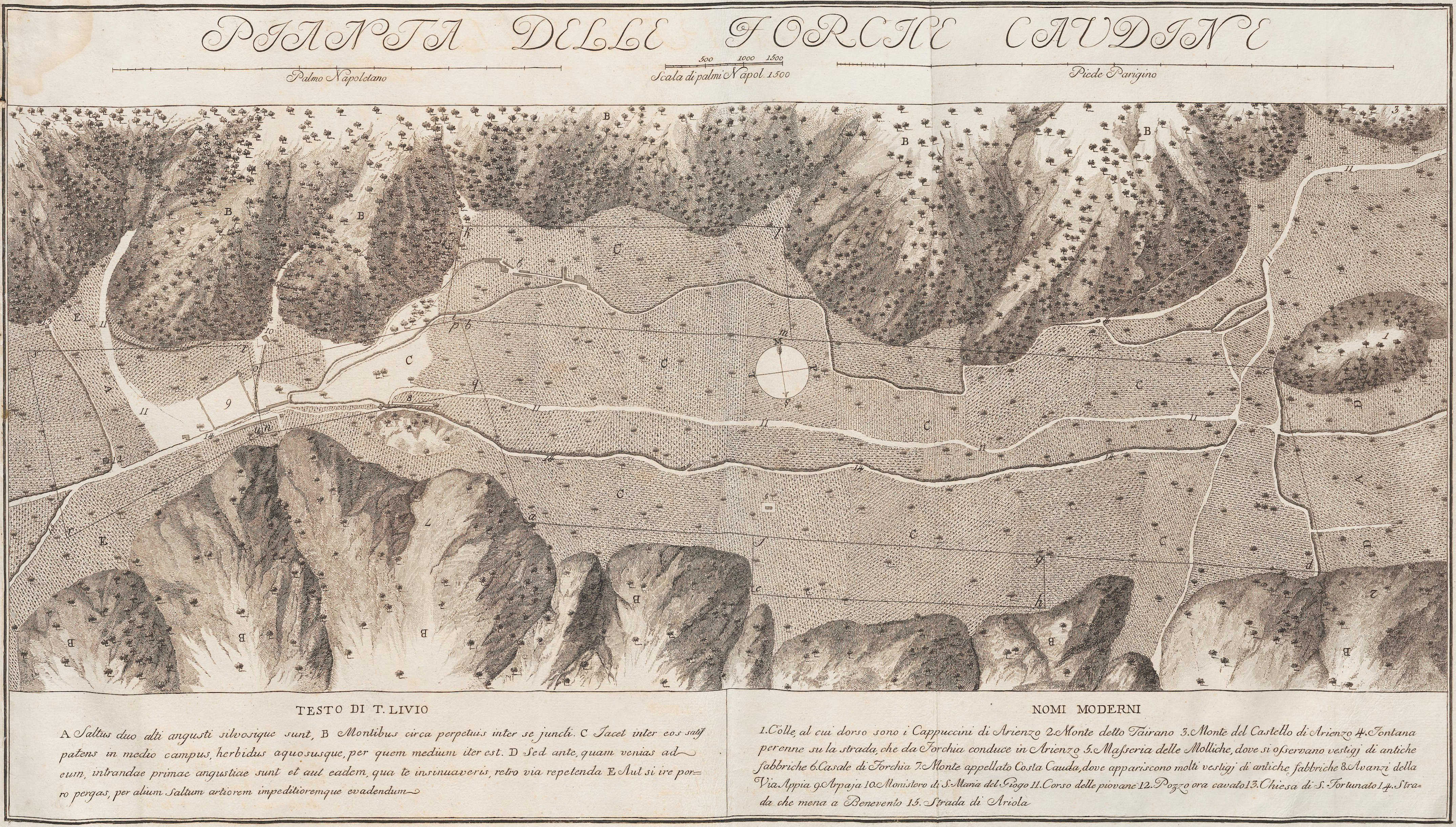
La valle fra Arpaia e Arienzo, in un'incisione tratta dall'opera di Francesco Daniele

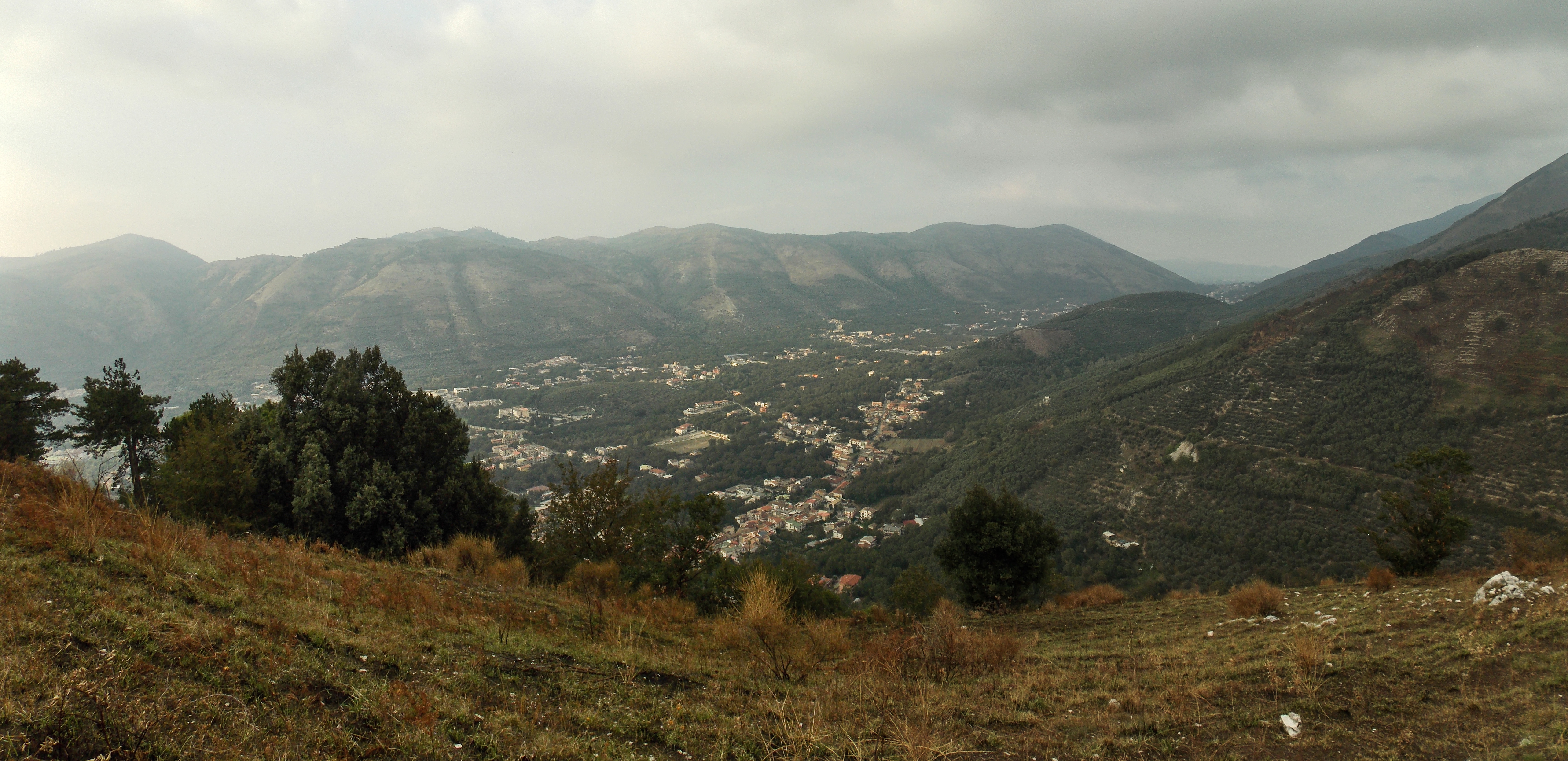
La valle di Arienzo vista dalla collina del castello. La stretta di Arpaia si intravede a destra in foto. Verso il centro della valle si vede un costone che digrada, e termina nel colle dei Cappuccini.

Arienzo, Forchia ed Arpaia sono tre comuni che sorgono approssimativamente lungo la Via Appia, consecutivamente. Gli abitati di Arienzo e Forchia sorgono a sud della strada, ai piedi della catena montuosa del Partenio; la strada percorre longitudinalmente una vallata, delimitata a nord da un'altra catena di alture minori. L'ingresso occidentale, dal luogo di Calatia, è detto Cupa di Pizzola, ed è situato fra il Monte Pianitella ed una collina sul retro della quale sorge un convento di frati Cappuccini. L'uscita all'estremità orientale, in direzione dell'antica Caudium, è invece la stretta di Arpaia, situata fra i monti Tairano e Castello. Arpaia si trova nel punto più alto di questa sella.
L'opinione più diffusa fra gli storici attuali è che le Forche Caudine abbiano avuto luogo in questa valle, eventualmente allungata ad ovest fino a raggiungere Santa Maria a Vico, e che le gole menzionate da Livio siano le sue estremità ora connesse dalla Via Appia.
Flavio Biondo nella sua Italia illustrata espresse sostanzialmente questo punto di vista, che fu successivamente condiviso da svariati altri autori, in particolare Francesco Daniele, Johannes Kromayer e Paolo Sommella. Tra i motivi c'è innanzitutto la posizione della valle, che la rende un punto di passaggio naturale per procedere da Calatia alle vicinanze di Caudium, dove i Sanniti si erano accampati.
La toponomastica locale incoraggia questa ipotesi: il toponimo Forchia presso la stretta di Arpaia è attestato fin dall'IX secolo, ed a questo si aggiunge una seconda Forchia presso l'ingresso occidentale, attualmente frazione del comune di Cervino; gli autori sette-ottocenteschi riportano inoltre che, vicino al primo di questi due centri, c'era una chiesa chiamata Santa Maria del Giogo, che sarebbe quindi il luogo dell'umiliazione inflitta dal Sanniti ai Romani. Tuttavia la validità delle suggestioni della toponomastica è stata più volte messa in dubbio.
Viene inoltre ipotizzato che il castello che dà il nome al monte alle spalle di Arpaia, per quanto di costruzione medievale, possa sorgere sulle rovine di fortificazioni sannitiche, le quali potrebbero essere quindi il praesidium citato da Livio.
Molti studiosi, in verità, sostennero questa ipotesi anche perché convinti che Caudium sorgesse molto vicino all'attuale Arpaia, parere che poi è stato abbandonato in favore di Montesarchio a partire dalla fine del XIX secolo, a causa delle distanze riportate dagli Itinerari nonché di ritrovamenti archeologici sempre più rilevanti. La descrizione di Livio, comunque, sembra suggerire che l'episodio sia avvenuto in un luogo disabitato e questo dà di nuovo la possibilità di immaginare la valle in questione come luogo delle Forche. Da citare il fatto che Daniele riporta di aver esposto le sue tesi al «Generale Melville già supremo Governatore dell'Isole conquistate dagl'Inglesi nell'Indie occidentali», e questi ne fu convinto.
Le critiche mosse a questa localizzazione dell'episodio sono principalmente due. La prima è che si fatica a far combaciare la descrizione che Livio dà dei luoghi: in particolare non si nota una grande ricchezza d'acqua nella vallata; inoltre il suo ingresso occidentale, per quanto Livio confermi che dovesse essere più largo dell'uscita, è tutt'altro che una strettoia: il colle dei Cappuccini di Arienzo è una modesta altura che divide due zone pianeggianti, larghe 1 km circa ciascuna.
I sostenitori, però, in genere sono convinti che i luoghi siano dovuti cambiare di molto negli ultimi secoli. Abbiamo infatti testimonianze documentate che la valle fosse a tratti paludosa nel medioevo, e a Forchia ci sono resti di un acquedotto romano. Questo spiegherebbe anche perché l'ingresso adesso è molto più agevole di quanto potesse esserlo all'epoca: i detriti portati dall'acqua potrebbero aver spianato la zona in cui si trova la via Appia, ancor oggi percorsa da un piccolo fosso; mentre un altro ingresso a sud della collina dei Cappuccini sarebbe stato aperto dall'azione di un corso d'acqua che ha fatto digradare il livello del terreno. Inoltre il cambiamento topografico potrebbe essere in parte artificiale, dovuto al fatto stesso che qui fu costruita la via Appia. È stato obiettato, comunque, anche che questa spiegazione non sarebbe sufficiente. Altre fonti ritengono che, pur non essendo contestabile il fatto che sia effettivamente questo il luogo delle Forche, i dettagli di Livio siano romanzati.
Il secondo dubbio avanzato è che la valle sembra troppo piccola per contenere le due legioni dispiegate in marcia che furono poi bloccate dai Sanniti; tuttavia, le stime sul numero dei soldati romani variano da 12.000 a 36.000, e quelle sullo spazio che dovessero occupare sono parecchio discordanti, perciò è difficile rispondere se questa è un'obiezione fondata. Fonti di epoca romana parlano di numeri ancora superiori, ma sono ritenuti esagerati.
I comuni di Arpaia e Forchia, dando per buona l'attribuzione dell'episodio delle Forche Caudine allo loro zona, da decenni si contendono la collocazione esatta del giogo sotto cui passarono i Romani. Alla fine Forchia riuscì ad ottenere il diritto di riprodurre la scena nello stemma comunale.

### Valle Caudina

La Valle Caudina vista dalle pendici nel monte Paraturo, nei monti del Partenio. A sinistra è la stretta di Arpaia, mentre Sferracavallo si trova fra le colline sulla destra. Sul fondo è il monte Taburno, con a sinistra la gola dell'Isclero. La SS7 Appia è visibile nella metà destra dell'immagine, con il suo andamento trasversale.

La Valle Caudina, nell'accezione attuale, è la spianata situata ad est della stretta di Arpaia, molto più ampia di quella ad ovest di questa. È delimitata dal monte Taburno a nord, e dalla catena montuosa del Partenio a sud. Questi due confini sono ben lontani dal toccarsi, ma il perimetro è quasi del tutto chiuso da alture minori sui lati occidentale ed orientale. In età successiva alla conquista romana la via Appia, dopo aver varcato la stretta di Arpaia, avrebbe attraversato la valle longitudinalmente, lambendo l'abitato di Caudium e poi uscendo tramite il passo di Sferracavallo dalla parte opposta. Sembra credibile che l'abitato sannita di Caudium fosse sorto poco distante da quello di età romana, su una collina isolata che sarà, secoli dopo, anche il primo nucleo di Montesarchio.
Da più parti è stata avanzata la tesi che questo sia il campus che vide la disfatta romana; tuttavia la fortuna di questa tesi è, attualmente, di molto diminuita. In base a questa ricostruzione, comunque, la stretta di Arpaia sarebbe la gola da cui i Romani entrarono, e Sferracavallo quella che trovarono bloccata. L'ipotesi è stata considerata all'inizio del XVII secolo da Luca Olstenio, poi seguito fra gli altri da Nicolò Lettieri, Theodor Mommsen e Gaetano De Sanctis. Alcuni autori possono essere caduti in confusione fra questa e la valle di Arienzo.
I punti in favore di questa tesi sono che la Valle Caudina, appare, anche oggi, ben delimitata dalle sue montagne; inoltre la maggiore ampiezza rispetto alla valle di Arienzo avrebbe consentito ai Romani di marciare, anche secondo le opinioni più generose riguardo al loro numero, secondo le quali la valle di Arienzo sarebbe una localizzazione impossibile. Sarebbe possibile, anche in questo caso, spiegare il toponimo di Forchia accanto alle primae angustiae; infine, la valle è acquosa perché vi passa il fiume Isclero con i torrenti che vi affluiscono (oltre al fatto che si pensa che in tempi preistorici fosse un lago).
Tuttavia sono stati riscontrati notevoli motivi di scetticismo anche verso questa ricostruzione: innanzitutto la valle presenta svariate vie d'uscita secondarie. Questo, oltre a differire dal racconto di Livio, avrebbe anche favorito un'eventuale fuga dei Romani. Sferracavallo, sempre dando fede alle parole di Livio, avrebbe dovuto essere un passo più stretto di Arpaia; ed invece è più agevole da superare, e difficile da bloccare; e non presenta alture abbastanza vicine su cui collocare il posto di vedetta dei Sanniti. Non solo, ma uno sbarramento sarebbe stato probabilmente già notato molto prima di arrivarci, a causa della visuale aperta.
Inoltre, la grande ampiezza della valle avrebbe consentito ai Romani una battaglia campale, che invece secondo Livio non ci fu. E il fatto che Caudium sia posta nella valle stessa sembra essere escluso dal modo in cui raccontò l'episodio Appiano di Alessandria: a suo dire Ponzio si era recato presso l'esercito romano intrappolato usando un carro, quindi il posto doveva essere non vicinissimo alla città.
Il De Sanctis prende in considerazione buona parte di queste difficoltà ma, essendo convinto che la valle di Arienzo sia troppo piccola per poter essere stata il teatro delle azioni, conclude che sia necessario non prendere Livio alla lettera; ed ammettere piuttosto che i Romani avrebbero potuto in teoria combattere il nemico, ma erano già troppo stanchi e sfiduciati nel momento in cui si ritrovarono rinchiusi nella valle.

### Gola dell'Isclero

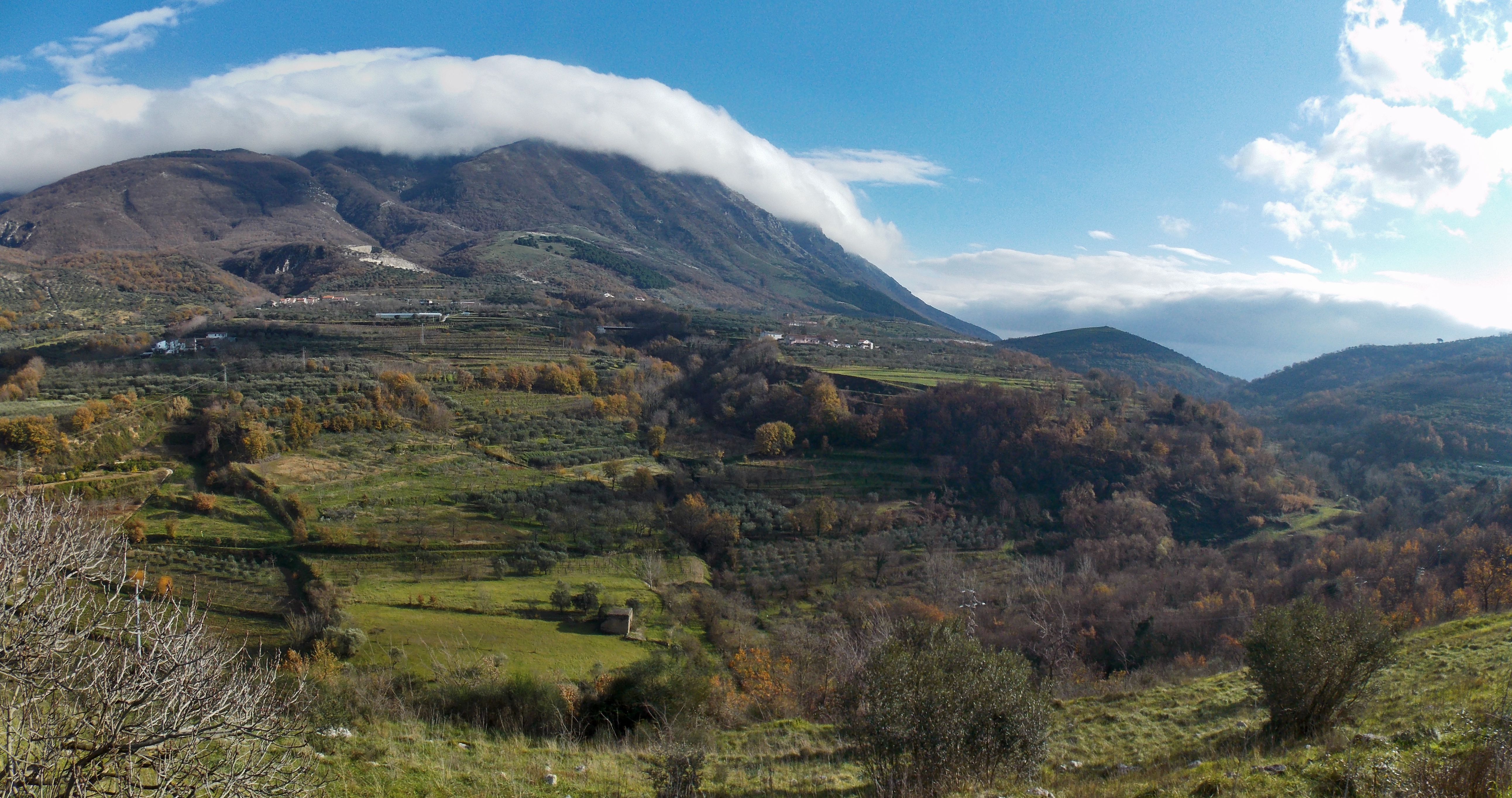
Un tratto della gola dell'Isclero. Sullo sfondo è il monte Taburno.

Il fiume Isclero percorre la Valle Caudina da est ad ovest; vicino al paese di Moiano esce da questa percorrendo il fondo di una gola piuttosto verdeggiante, situata a nord della stretta di Arpaia, fra l'altro versante dello stesso gruppo montuoso cui appartiene il monte Tairano, ed il Monte Taburno. La gola si apre ad ovest verso uno spazio collinare, entro cui sorge Sant'Agata de' Goti. Proseguendo lungo questa zona, l'Isclero continua il suo percorso fino a confluire nel Volturno.
Il geografo Filippo Cluverio nel XVII secolo individuò nella suddetta gola il luogo delle Forche Caudine. Tuttavia, da Olstenio in poi sono stati tantissimi gli studiosi che lo hanno smentito. In primo luogo, infatti, pare proprio che Cluverio non sapesse dell'esistenza di Calatia ed aveva confuso tale nome con quello di Caiatia, l'attuale Caiazzo. Per questo motivo aveva anche frainteso il corso originario della via Appia, e credette che Caudium si trovasse sul luogo dell'attuale Airola, cittadina della Valle Caudina vicina alla gola dell'Isclero. Nella sua ottica, quindi, la gola dell'Isclero era il passaggio più ovvio per l'esercito romano.
Inoltre, in tempi successivi alla morte del Cluverio fu individuata, fra l'abitato di Sant'Agata ed il Taburno, un'ampia necropoli sannita. I ritrovamenti hanno consentito di riconoscere in quella zona, quasi all'imboccatura della gola dell'Isclero, la roccaforte sannita di Saticula: le legioni romane, quindi, non avrebbero dovuto preferire questo passaggio ad altre possibilità meno rischiose, e probabilmente più brevi. Va aggiunto anche che la gola è ovviamente ricca d'acqua, ma non ci si può distinguere un vero e proprio campus, anzi è più stretta e scoscesa della valle di Arienzo e vi sono, a maggior ragione, difficoltà ad immaginarvi l'accampamento di due legioni romane.
Tuttavia, questa tesi è stata sporadicamente riproposta, per esempio perché non c'era una distinzione netta fra i nomi dei centri di Calatia e Caiatia; oppure, viene argomentato che, dato che la via Appia passa per la stretta di Arpaia, se questa fosse stata davvero una delle due angustiae si sarebbe dovuta avere una qualche menzione del fatto in epoca romana; invece gli autori tacciono, compreso Orazio che nelle Satire passò di lì.
Lo storico tedesco Heinrich Nissen ha proposto che la gola dell'Isclero possa aver avuto un altro ruolo nell'episodio: Livio, dopo aver parlato delle due gole, dice che i Romani sono entrati nella pianura per via alia. Mentre in genere si concorda che questa espressione si riferisca semplicemente al primo dei due varchi prima descritti, il Nissen propone che essa implichi l'esistenza di una terza via da cui i Romani sono entrati nella pianura (che sarebbe, quindi, di nuovo la Valle Caudina).

### Piana di Prata

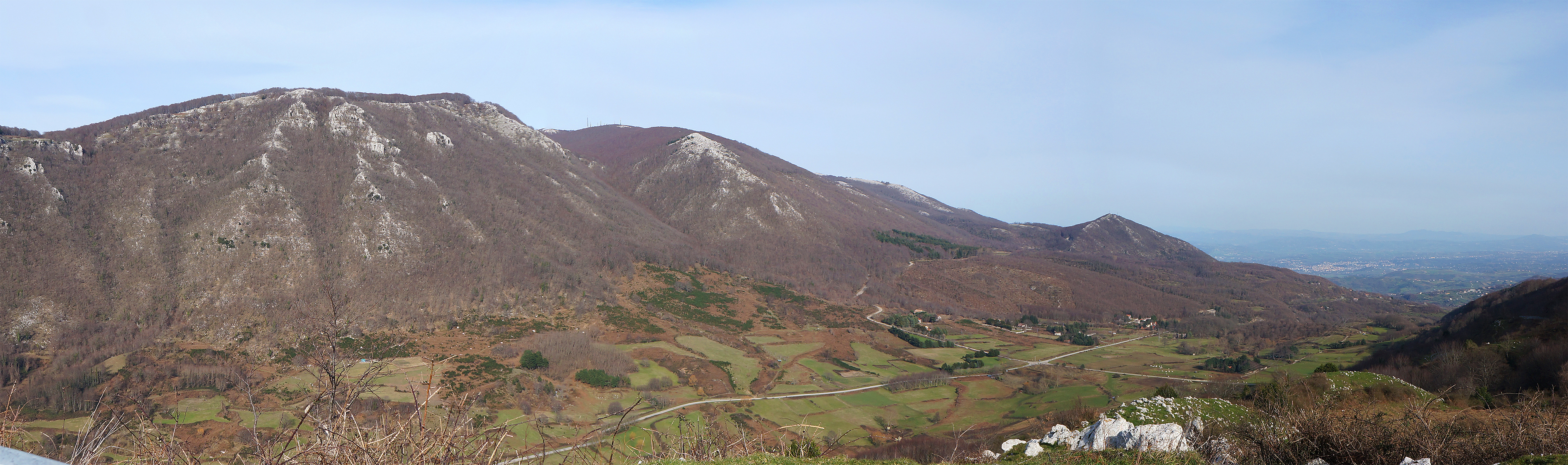
Veduta della Piana di Prata da ovest verso est

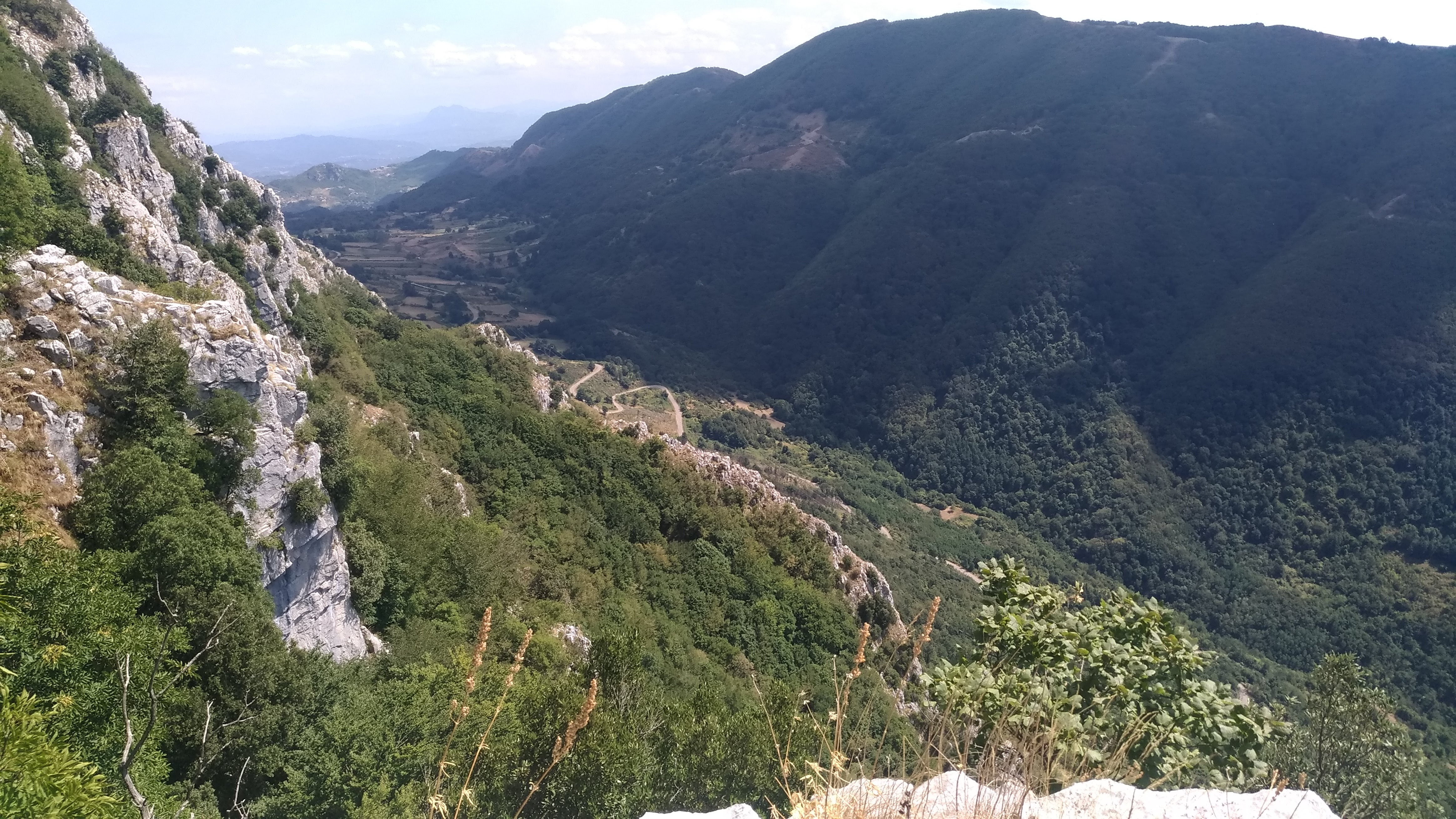
Veduta della Piana da S. Michele in Camposauro

Il massiccio montuoso del Taburno Camposauro è situato fra la Valle Caudina a sud e la Valle Telesina a nord. Le sue cime sono divise in due gruppi (il Taburno a sud, il Camposauro a nord) da un'area pianeggiante, chiamata Piana di Prata, che si apre circa nel mezzo del massiccio. Un tratturo medievale sale dall'attuale abitato di Frasso Telesino, sulle pendici occidentali, fin su questa pianura, l'attraversa per poi discendere dal lato opposto dove si trovano i paesi di Cautano e Tocco Caudio. Il tratturo, attualmente in parte trasformato in strada carrabile, ricalca probabilmente un tracciato molto più antico. In ingresso all'altopiano vi è una gola, chiamata Feriole, fra le cime del Cardito e del Sant'Angelo; ed un'altra si trova all'uscita, chiamata Valle Scura. L'area è ricca di sorgenti e di prati.
Nel XIX secolo a livello locale si fece strada l'idea che questo potesse essere il luogo delle Forche Caudine. Questa venne poi ripresa nel 1949 da Michele Di Cerbo, maggiore di fanteria dell'esercito originario di Frasso: un volo sulla zona, insieme ad osservazioni più ravvicinate, lo portò a concludere che corrispondeva al luogo delle Forche Caudine come descritto da Tito Livio. Oltre a quanto detto sopra, si osserva che entrambe le gole sono piuttosto strette; la prima si direbbe definibile come una cava rupes (ed ancora la cartografia dell'IGM la chiama Pietra Spaccata); meno chiaro se la seconda sia effettivamente ancora più disagevole della prima.
L'idea è stata in seguito approfondita da uno scrittore locale appassionato di archeologia, Massimo Cavalluzzo, e da uno studioso di storia militare, Flavio Russo; insieme hanno tentato una ricostruzione completa dell'accaduto, anche a costo di rettificare alcuni dettagli della narrazione di Livio.
In particolare, con un atteggiamento molto critico nei confronti degli svariati dati aggiuntivi introdotti dalle ricostruzioni tradizionali delle Forche Caudine, i due espongono diversi motivi per cui un luogo preferibile per collocare l'avvenimento sarebbe la Piana di Prata. Innanzi tutto motivano il passaggio supponendo che i Romani, pur sapendo che non sarebbero mai sfuggiti al controllo dei Sanniti lungo il loro percorso, quando partirono alla volta di Lucera da Calatia abbiano deciso almeno di prendere la strada per superare il Taburno Camposauro che fosse meno ovvia per il nemico. Uno scontro sarebbe stato molto probabile se fossero passati per una strada importante come la futura via Appia; ed avrebbero quindi preferito la ripida salita di Frasso Telesino, meno frequentata. Inoltre le gole della Piana, essendo più strette di quelle della Valle Caudina o quella di Arienzo, richiedono meno materiale per essere bloccate e questo rende più facile credere che i Sanniti ci siano riusciti, magari tenendo il materiale già ammucchiato sulle pareti della gola, pronto per essere rovesciato sul fondo.
Gli studiosi supportano le loro tesi con notevoli ritrovamenti archeologici sul posto: entrambe le gole presentano notevoli resti di murazioni di epoca sannitica, che possono quindi essere stati il luogo del praesidium e le alture da cui, stando al racconto di Livio, i Sanniti deridevano i Romani. Non mancano neanche resti di armi, nonché pietre sferiche che fanno pensare ad una catapulta.
La critica a questa collocazione è principalmente quello che il Russo individua come un punto di forza: pare cioè difficile che l'esercito romano abbia scelto di inerpicarsi sulla salita di Frasso Telesino visto che, nel caso in cui l'accampamento romano fosse vicino all'attuale Caserta, la scelta risulterebbe in un percorso allungato. Il comune di Cautano, comunque, forte di questa ricostruzione, si definisce luogo delle Forche Caudine sulla cartellonistica stradale.